# Enríque Cuero
Enríque Javier Cuero Ortiz (26 de noviembre de 1994), es un luchador ecuatoriano de lucha grecorromana. Ganó una medalla de bronce en los Juegos Suramericanos de 2014. Consiguió la medalla de bronce en el Campeonato Panamericano de 2016. Campeón Sudamericano de 2014